# Жуковский, Владимир Ильич
Влади́мир Ильи́ч Жуко́вский (род. 31 марта 1951 года, Липецк, СССР) — советский и российский философ, искусствовед, художник, специалист в области теории познания, философии и истории изобразительного искусства, философско-искусствоведческого анализа шедевров мирового изобразительного искусства и архитектуры, познавательных особенностей визуального мышления. Доктор философских наук, профессор.
Основатель научной школы «Гносеологические, онтологические, методологические и коммуникативные потенции произведений изобразительного искусства». Разработчик (совместно с Д. В. Пивоваровым и Н. П. Копцевой) современной теории изобразительного искусства и метода философско-искусствоведческого анализа произведений изобразительного искусства и культуры. Создатель собственной концепции визуального мышления.

## Биография
Родился 31 марта 1951 года в Липецке.
Служил в Советской армии в Танковых войсках.
С 1973 года стал работать в области художественного творчества, создавая объёмные конструкции с элементами скульптурной пластики и цвета.
В 1983 году окончил отделение истории искусства Уральского государственного университета имени А. М. Горького по специальности «история искусств» (квалификация «искусствовед»). Темой дипломной работы было творчество ведущего представителя «оп-арта» Виктора Вазарели.
Сотрудничал с Уральским университетом, где читал специальные курсы по философии искусства и истории искусства.
С 1985 года стал преподавать в Красноярском государственном университете.
В 1986 году в Уральском государственном университете имени А. М. Горького под научным руководством доктора философских наук, профессора Д. В. Пивоварова защитил диссертацию на соискание учёной степени кандидата философских наук по теме «Познавательные особенности визуального мышления» (Специальность 09.00.01 — диалектический и исторический материализм).
В 1988 году стал заведующим кафедрой эстетического образования Красноярского государственного университета.
В 1990 году в Уральском государственном университете защитил диссертацию на соискание учёной степени доктора философских наук по теме «Чувственное явление сущности: визуальное мышление и логические основания языка изобразительного искусства» (Специальность 09.00.01 — диалектический и исторический материализм). Научный консультант — доктор философских наук, профессора Д. В. Пивоваров.
В 1991 году ему было присвоено учёное звание профессора.
В 2000—2013 годах — профессор и заведующий кафедрой искусствоведения Красноярского государственного университета и Гуманитарного института Сибирского федерального университета.
С 2013 по 2017 год — профессор кафедры культурологии Гуманитарного института Сибирского федерального университета. Читает лекционные курсы по искусству Древнего Египта, искусству Античности, искусству Китая, искусству Древней Руси, искусству XVIII века и др.
Под научным руководством подготовлен доктор и 5 кандидатов наук.
- Дмитриева Н. Ю. Художественный образ в диалектике сущности и явления. Диссертация на соискание ученой степени кандидата философских наук. Специальность 17.00.09 — теория и история искусства. Красноярск, 2004.
- Миркес М. М. Гносеологические механизмы произведения искусства. Диссертация на соискание ученой степени кандидата философских наук. Специальность 17.00.09 — теория и история искусства. Красноярск, 2004
- Тарасова М. В. Коммуникация зрителя и произведения изобразительного искусства в художественной культуре. Диссертация на соискание ученой степени кандидата философских наук. Специальность 09.00.13 — религиоведение, философская антропология, философия культуры. Красноярск, 2004
- Пантелеева И. А. Репрезентативность произведений изобразительного искусства в художественной культуре Диссертация на соискание ученой степени кандидата философских наук. Специальность 09.00.13 — религиоведение, философская антропология, философия культуры. Красноярск, 2004
- Сульберекова М. Г. Критика как орган саморефлексии художественной культуры. Диссертация на соискание ученой степени кандидата философских наук. Специальность 24.00.01 — теория и история культуры (философские науки). Красноярск, 2006

</ref>
Член-корреспондент Российской академии естествознания, член Международной академии естествознания.
Член Профессорского собрания Красноярского края.
Член объединённого диссертационного совета Д 999.029.02 Сибирского федерального университета и Тувинского государственного университета.
Был членом диссертационного совета при Сибирском государственном аэрокосмическом университете им. академика М. Ф. Решетнёва.
Автор более 100 научных работ по вопросам философии, теории и истории изобразительного искусства, среди которых монографии, учебные пособия. Автор и редактор искусствоведческих выпусков «Вестника Красноярского государственного университета. Гуманитарные науки», ежегодных сборников статей Всероссийских научных конференций «Художественная культура: теория, история, методика преподавания, творческая практика», публикует статьи в научных российских изданиях, в том числе в «Журнале Сибирского федерального университета» серия «Гуманитарные науки».

## Научная и преподавательская деятельность
В. И. Жуковский является отцом-основателем философско-искусствоведческой научной школы в Красноярске, которая занимается разработкой вопросов теории и методологии истории искусства для отечественного и мирового искусствоведения, а также поддерживает прочную связь между академической искусствоведческой наукой и искусствоведческим образованием в классическом университете. Междисциплинарный подход В. И. Жуковского, осуществленный на основе оригинальной теории изобразительного искусства и теории художественного образа и впитавший в себя искусствоведение, философию, религиоведение и культурологию, позволил разработать новую методологию искусствознания, не имеющую аналогов в отечественной и мировой практике. В. И. Жуковским осуществляется изучение, с феноменологическим осмыслением, таких проблем и тем, как визуальное мышление в изобразительном искусстве; композиционная формула творений искусства и др. Согласно концепции В. И. Жуковского визуальное мышление есть одно из срединных звеньев между чувственной и рациональной сторонами духовного мира человека, которое основывается на пространственно-структурированных наглядных образах, а не на привычных словах естественного языка. Плодов такого мышления становится конкретная модель сущности, которая, в свою очередь, не сводится к непосредственной чувственной данности объекта, а искусственно создаётся на основе абстрактного мышления. В ходе исследований происходит раскрытие таких понятий, как «художественное творчество», «художественный образ», «художественный процесс», с последующим определением их сущностных особенностей. Рассматривается значимость в истории искусства наивысших его проявлений и достижений — шедевров искусства. Благодаря созданной концепции появилась возможность решать различные прикладные задачи, создавать предпосылки для встречи произведения искусства и зрителя, где произведение искусства раскрывает свою жизненную значимость, а зритель получает силы, чтобы жить и воплощать себя в качестве целостного человека.
В визуальном мышлении, как составной части синтетического мышления, В. И. Жуковский выделяет четыре функции феномена визуального мышления:
1. гносеологическая
2. онтологическая
3. методологическая
4. коммуникативная

Единство обозначенных функций повышает степень объективности содержания развивающегося знания и выявляет истинность знания до его проверки на практике.
В. И. Жуковский выделяет в произведениях искусства три особенности:
1. «искусственность» (отличный от первой природы мир),
2. «искусность» (демонстрация мастерства владения навыками и традициями)
3. «искус» (заразительность контактом).

Шедевр искусства в понимании В. И. Жуковского это одновременно закрытая и открытая модель чувственно явленной сущности, а также неповторимое и свободное воплощение тождества имитационной и экспрессионной тенденций искусства в отдельном произведении. Композиционная формула шедевра выступает, как носитель общего рационального смысла художественной работы, который растворяясь в поверхности произведения, и проявляясь в каждой её первичной ячейке (одновременно принадлежа и не принадлежа ей), воплощает желаемую для художника сущность.
Лекционные курсы В. И. Жуковского отличаются законченностью, целостностью изложения, глубокой содержательностью, чрезвычайно
интересны и надолго запоминаются. В. И. Жуковский относится к той истинной части профессуры, которая убеждена, что
университет является местом для студентов и их образования. Не первый год работает творческая мастерская «Актуальные проблемы анализа художественного текста», где студенты имеют возможность обсуждать свои собственные работы о памятниках мирового изобразительного искусства, художественной критике, современных направлениях в области истории и теории искусства. Здесь В. И. Жуковский воспитал целую плеяду учёных.
Выступал в качестве руководителя творческого коллектива, подготовившего инновационный электронный учебно-методический комплекс по дисциплине «Всеобщая история искусства», включающий в себя учебную программу, курс лекций, методические указания к семинарским занятиям, банк тестовых заданий, презентационные материалы.

## Художественная деятельность
Жуковский с 1973 года стал заниматься художественным творчеством, создавая собственные полотна живописи, графические листы, а также объёмно-пространственные композиции в различных материалах. Они широко экспонируются на коллективных и персональных выставках, вызывая повышенный интерес у зрителей городов России. Его инсталляционные проекты «Ёлочное-4» и «Многочлен» вызвали зрительский интерес на Второй и Третьей музейных биеннале в Красноярске.
В 2007 году в выставочных залах Красноярского музейного центра прошла инсталляция Жуковского «Отношение». На выставке были представлены объёмные художественные работы, которые взаимодействовали в пространстве друг с другом и со зрителями.
В 2011 году вышел альбом Жуковского «Визуализация избранных мудростей Екклесиаста». В нём была осуществлена удачная попытка наряду с иллюстрированием сюжетов библейского текста, наглядно представить, визуализировать сущность Священного Писания.
23 апреля — 22 мая 2011 года в Санкт-Петербурге в Большом зале Музея нонконформистского искусства прошла выставка В. И. Жуковского «Искушение мудростью».
В 2012 году опубликован альбом В. И. Жуковского «Чёк». В альбом вошли три коллекции работ — «Бунчала», «Дурынды» и «Вякушки», исполненные во взаимодействии с такими художественными материалами, как пластилин, мятая бумага и цветные карандаши.
В 2013 году вышел альбом «Тыто», в который вошли четыре коллекции авторских изделий — «Дикзве», «Хахашк», «Ангел» и «МаиПа». Художественным материалом послужили дерево, проволока, ткань, леска, темпера, цветные карандаши, маркеры и пр.
Название коллекции «Дикзве» является сокращением от словосочетания «дикие звери». Все персонажи коллекции пытаются по-разному показать себя, но их благая цель соблазнить, заразить, испытать и преобразить оканчивается сиденим этим «дикзве» за решеткой «мешочно-шкафно-книжно-страничного затворничества» и выставлять себя: «погремел цепью и в будку».
Коллекция «Хахашк» составлена из дурашных сейсмо-диаграммных рефлексий над круговертью зябания. Здесь же визуализирован «ухмыльный ряд мечт-идей-чаяний изнемогшей от беличьего коловращения творцовой твари».
Изделия коллекции «Ангел» показывают ангельское очарование и благоухание в самых обычных вещах посредневности — гнутая ржой битая проволока или истлевшая тряпка, клочок ткани с китчевой расцветкой или кусок чумного пластика.
Коллекция «МаиПа» представлена, как памятная дань родителям. Это дровяная песнь о дорогих людях, которых и уже давно нет, и которые вечно есть постольку, поскольку ещё живёт любовь.

## Награды
- Почётный работник высшего профессионального образования Российской Федерации[4]
- В 2009 году В. И. Жуковский удостоен звания «Основатель научной школы», ему был вручен диплом «Золотая кафедра России».[4]

## Научные труды
- Жуковский В. И. Чувственное явление сущности : визуальное мышление и логические основания языка изобразительного искусства / автореф. дис. . д-ра филос. наук : 09.00.01 — диалект. и ист. материализм. — Свердловск: УГУ, 1990. — 43 с.

### Монографии, книги, пособия
- Жуковский В. И., Пивоваров Д. В., Рахматуллин Р. Ю. Визуальное мышление в структуре научного познания / науч. ред. Л. П. Туркин. — Красноярск: Изд. Краснояр. ун-та, 1988. — 184 с. — 700 экз.
- Жуковский В. И. История изобразительного искусства: Философские основания: учебное пособие для негуманитарных и педагогических специальностей / В. И. Жуковский ; Краснояр. гос. ун-т и др.. — Красноярск: КГУ, 1990. — 132 с.
- Жуковский В. И., Пивоваров Д. В. Зримая сущность: (визуальное мышление в изобразительном искусстве). — Свердловск: Изд. Урал, ун-та, 1991. — 284 с. — 1000 экз. — ISBN 5-7525-0159-8.
- Жуковский В. И. Тайны шедевров. Вып. 1: Нюанс «Мадонны в гроте» Леонардо да Винчи. — Красноярск: КГУ, 1992. — 20 с.
- Жуковский В. И. Тайны шедевров. Вып. 2: Парфенон. — Красноярск: Красноярский университет, 1993. — 36 с.
- Жуковский В. И. Тайны шедевров. Вып. 3: «Страшный суд» Микеланджело Буонарроти. — Красноярск: Красноярский университет, 1993. — 25 с.
- Искусство Древнего Египта: рабочая программа для спец. «Искусствовед — преподаватель мировой художественной культуры». Ч. 1 : Египетское искусство раннего и древнего царства / авт.-сост. В. И. Жуковский. — Красноярск: КГУ, 1994. — 44 с.
- Искусство Древнего Египта: рабочая программа для спец. «Искусствовед — преподаватель мировой художественной культуры». Ч. 2 : Египетское искусство среднего и нового царства / авт.-сост. В. И. Жуковский. — Красноярск: КГУ, 1994. — 48 с.
- Жуковский В. И. Древняя Индия: История архитектуры и изобразительного искусства (III век до н. э. — XVII век н. э.). — Красноярск: КГУ, 1997. — 54 с.
- Жуковский В. И. Тайны античных шедевров : Учебное пособие. — Красноярск: КГУ, 1997. — 76 с.
- Античное искусство: Рабочая программа для спец. «Искусствовед-преподаватель мировой художественной культуры» / Авт.-сост. В. И. Жуковский. — Красноярск: КГУ, 1998. — 68 с.
- Жуковский В. И., Пивоваров Д. В. Интеллектуальная визуализация сущности: Учебное пособие. — Красноярск: Изд. Краснояр. ун-та, 1999. — 223 с.
- Жуковский В. И. Формула гармонии: Секреты шедевров искусства. — Красноярск: Бонус, 1999. — 206 с.
- Жуковский В. И. Формула гармонии: Секреты шедевров искусства / предисл.: Д. В. Пивоваров. — Красноярск: Бонус, 2001. — 206 с. — 500 экз. — ISBN 5-7867-0031-3.
- Жуковский В. И. Теория изобразительного искусства: тексты лекций. Ч. 1 / Владимир Жуковский ; М-во образования Рос. Федерации, Краснояр. гос. ун-т. — Красноярск: КГУ, 2004. — 170 с.
- Жуковский В. И. Теория изобразительного искусства: тексты лекций. Ч. 2. Методология истории искусства : учебное пособие / Владимир Жуковский; М-во образования Рос. Федерации, Краснояр. гос. ун-т. — Красноярск: КГУ, 2004. — 198 с.
- Жуковский В. И., Копцева Н. П. Пропозиции теории изобразительного искусства: учебное пособие / Владимир Жуковский, Наталья Копцева ; М-во образования Рос. Федерации; Краснояр. гос. ун-т. — Красноярск: КГУ, 2004. — 265 с. — 500 экз.
- Жуковский В. И., Пантелеева И. А. Искусство античности (Древняя Греция и Древний Рим): методическая разработка. — Красноярск: КГУ, 2004.
- Жуковский В. И. Искусство восемнадцатого столетия : тексты лекций : учебное пособие для студентов, обучающихся по специальности 031500 — Искусствоведение и направлению 031500 — «Искусство» (по видам) / В. И. Жуковский ; Федерал. агентство по образованию, Краснояр. гос. ун-т. — Красноярск: КГУ, 2005. — 371 с.
- Жуковский В. И., Копцева Н. П. Искусство Востока. Индия: Учеб. пособие. — Красноярск: Краснояр. гос. ун-т, 2005. — 402 с. — 500 экз. — ISBN 5-7638-0575-5. (Рецензенты: А. И. Панюков, д-р филос. наук, профессор, начальник кафедры философии СибЮИ МВД России, Р. И. Иванова, д-р филос. наук, профессор кафедры философии СибГТУ; Рекомендовано СибРУМЦ для межвузовского использования в качестве учебного пособия.).
- Жуковский В. И., Копцева Н. П., Пивоваров Д. В. Визуальная сущность религии: монография / Федерал. агентство по образованию, Краснояр. гос. ун-т. — Красноярск: КрасГУ, 2006. — 460 с. — 500 экз.
- Жуковский В. И. Искусство Возрождения: учебное пособие. — Красноярск: Краснояр. гос. ун-т, 2006. — 298 с.
- Жуковский В. И. Древнерусское искусство: учебное пособие / Федерал. агентство по образованию, Сиб. федерал. ун-т. — Красноярск: СФУ, 2007. — 415 с. — 500 экз.
- Жуковский В. И. Теория изобразительного искусства: монография. — СПб.: Алетейя, 2010. — 412 с.
- Жуковский В. И., Тарасова М. В. Коммуникативные основы художественной культуры : монография / М. В. Тарасова, В. И. Жуковский; М-во образования и науки Рос. Федерации, Сиб. федерал. ун-т. — Красноярск: СФУ, 2010. — 144 с. Архивировано 1 марта 2014 года.
- Жуковский В. И. Жизненная необходимость искусства: монография. — Saarbrücken: LAP LAMBERT Academic Publishing GmbH & Co. KG, 2011. — 280 с.
- Смолина М. Г., Жуковский В. И. Художественная критика в сфере изобразительного искусства: монография. — Красноярск: СФУ, 2013. — 215 с.
- Образовательная функция художественной культуры: монография / В. И. Жуковский, М. В. Тарасова, М. Г. Смолина и др. — Красноярск: СФУ, 2013. — 221 с.
- Дмитриева Н. Ю., Жуковский В. И. Художественный образ в диалектике сущности и явления : монография. . — Красноярск: Красноярский государственный педагогический университет, 2015. — 169 с.

### Научная редакция
- Региональный аспект художественной культуры: методология, методика преподавания, художественная практика : сборник материалов второй краевой научно-практической конференции, 20-21 апреля 2001 г / науч. ред. В. И. Жуковский. — Красноярск: Красноярский университет, 2001. — 135 с.

## Публицистика

### Интервью
- Антолиновская Л. Чтоб люди знали, любили и понимали искусство: Беседа с доктором философских наук, заведующим кафедрой искусствоведения, профессором В. И. Жуковским (недоступная ссылка — история) // Сегодняшняя газета. — 27.06.2001. — С. 8.
- Павленко С. Владимир Жуковский: "Я начинаю этот разговор": Беседа с доктором философских наук, заведующим кафедрой искусствоведения, профессором В. И. Жуковским (недоступная ссылка — история) // Сегодняшняя газета. — 28.05.2001. — № 76.
- Русаков Э. «Поверил я алгеброй гармонию»: Беседа с художником, искусствоведом, профессором КГУ В.Жуковским // Красноярский рабочий. — 21.03.1998.
- Русаков Э. Уроки Поздеева: Беседа с доктором философских наук, заведующим кафедрой искусствоведения, профессором В. И. Жуковским // Красноярский рабочий. — 12.09.2001. — № 170. Архивировано 21 сентября 2013 года.

## Художественное творчество
- Жуковский В. И. Визуализация избранных мудростей Екклесиаста: альбом. — Красноярск: Версо, 2011. — 50 с.
- Жуковский В. И. Чёк: альбом. — Красноярск: Версо, 2012. — 84 с.
- Жуковский В. И. Тыто: альбом. — Красноярск: Версо, 2013. — 94 с.
- Жуковский В. И. Потом: [альбом]. — Красноярск: Версо, 2014. — 104 с.
- Жуковский В. И. Паруса : [альбом] / [авт. вступ. ст.: Ситникова А. А., искусствовед, кандидат философских наук]. — Красноярск: Версо, 2017. — 124 с.

## Отзывы
Доктор философских наук, профессор и заведующий кафедрой религиоведения Уральского федерального университета имени первого Президента России Б. Н. Ельцина, Заслуженный деятель науки Российской Федерации, лауреат премии им. Татищева и де Генина, почётный профессор УрГУ, Гуманитарного университета (г. Екатеринбург) Д. В. Пивоваров считает, что 

«Владимир Ильич Жуковский удачно сочетает в себе профессионала-искусствоведа, художника и профессора философии. С одной стороны, В. И. Жуковский отлично ориентируется в многообразии художественных поверхностей, произведенных мастерами разных культур и эпох. С другой стороны, сам будучи интересным и оригинальным художником, Владимир Ильич чует за материальной оболочкой того или иного шедевра сопряженное с текстом потустороннее целостное значение, так что этот шедевр превращается для него в особую зрительную трубу, направляемую в мир свободного духа. Наконец, как арт-философ Жуковский наделён свыше уникальным даром интуитивно проникать в души художественных вещей, скрытые под плотью линий и красок, — даром распечатывать, прочитывать и нетривиально толковать художественные идеи, которые подлинные художники так любят тщательно упаковывать в хитросплетения изящных геометрико-композиционных формул».